# Bậc hai (hóa học)
Bậc hai là một thuật ngữ sử dụng trong hóa học hữu cơ để phân loại các hợp chất (vd. alcohol,alkyl halide, amin) hoặc các trung gian phản ứng (vd. gốc alkyl, cacbocation).
|                                  | Màu đỏ nhấn mạnh nguyên tử trung tâm trong hợp chất hóa học. Các nguyên tử trung tâm bậc hai so với bậc một, bậc ba và bậc bốn. |         |        |               |
|                                  | bậc một | Bậc hai | bậc ba | bậc bốn       |
| Nguyên tử cacbon trong một ankan | |         |        |               |
| Alcohol                          | |         |        | không tồn tại |
| Amin                             | |         |        |               |
| Amit                             | |         |        | Không tồn tại |
| Phosphat                         | |         |        |               |